# Point Me at the Sky
"Point Me at the Sky" er den femte U.K. single af det britiske band Pink Floyd, udgivet den 17. december 1968.
| Musik | Spire Denne musikartikel er en spire som bør udbygges. Du er velkommen til at hjælpe Wikipedia ved at udvide den. |